# ممفیس (نیویورک)
ممفیس (به انگلیسی: Memphis) یک منطقهٔ مسکونی در ایالات متحده آمریکا است که در شهرستان اونانداگا، نیویورک واقع شده‌است.